# Cristiana Capotondi
Cristiana Capotondi (* 13. září 1980, Řím, Itálie) je italská herečka.
Pochází z italské židovské rodiny. V Římě vystudovala na Univerzita La Sapienza masovou komunikaci. Herectví se věnuje od svých třinácti let, kdy poprvé vystupovala v italském televizním seriálu Amico mio
Ve filmu debutovala v roce 1995 ve snímku Vacanze di Natale '95. Posléze si zahrála i v několika dalších italských televizních seriálech.
V roce 2010 si zahrála postavu předposlední rakouské císařovny a české královny Alžběty Bavorské ve dvoudílném italsko-rakousko-německém televizním filmu Císařovna Sissi (koprodukce televizních společností ZDF/Rai Uno/ORF).
V roce 2011 se stala jednou z patronek cyklistického závodu Giro d'Italia.